# Франко-Німецький університет
Франко-німецький університет (DFH/UFA) (нім. Die Deutsch-Französische Hochschule), заснований на підставі Франко-Німецької міжурядової угоди від 19 вересня 1997 р., почав працювати 5 травня 2000 р.
Діяльність університету спрямована на зміцнення співробітництва між Францією і Німеччиною щодо вищої освіти і наукових досліджень. У зв'язку з цим він сприяє відносинам та обміну між французькими та німецькими університетами, а також бі-національним заходам і проектам у галузі підготовки, початкової професійної підготовки, підвищення кваліфікації, наукових досліджень і підготовки нового покоління вчених.